# Sergio Raúl Marchi
Sergio Raúl Marchi (La Plata, Provincia de Buenos Aires, Argentina; 8 de junio de 1960) es un exfutbolista argentino. Jugaba como marcador central y su primer equipo fue Gimnasia y Esgrima La Plata. Su último club antes de retirarse fue Unión de Santa Fe.
Tras el retiro comenzó su carrera sindical como secretario gremial de Futbolistas Argentinos Agremiados. En 2001 asumió como secretario general del gremio junto a Jorge "Potro" Domínguez y desde 2006 ocupa el cargo en forma solitaria.

## Clubes
| Club                        | País      | Año       |
| --------------------------- | --------- | --------- |
| Gimnasia y Esgrima La Plata | Argentina | 1980-1984 |
| Sarmiento de Junín          | Argentina | 1985      |
| Almirante Brown             | Argentina | 1986      |
| San Lorenzo de Almagro      | Argentina | 1986-1990 |
| Irapuato                    | México    | 1990-1991 |
| Querétaro                   | México    | 1991-1993 |
| Platense                    | Argentina | 1993-1995 |
| Unión de Santa Fe           | Argentina | 1995      |

## Palmarés
| Título                     | Club                    | País      | Año  |
| -------------------------- | ----------------------- | --------- | ---- |
| Ascenso a Primera División | Gimnasia y Esgrima (LP) | Argentina | 1984 |